# Manuel Carrascosa Garcia
Manuel Carrascosa Garcia (Buñol, Valencia, 11 november 1911 – 10 mei 1997) was een Spaans componist en dirigent.

## Levensloop
Op 6-jarige leeftijd begon hij solfège en viool bij Emilio Ruiz del Río te studeren. Daarna studeerde hij Es-klarinet bij Vicente Martinez, een klarinetleraar van de Banda de Música La Primitiva "La Constancia" de Buñol, een voorganger van de huidige Banda Sinfónica del Centro Instructivo Musical "La Armónica" «El Litro» de Buñol. Hij studeerde aan het Conservatorio Superior de Música de Valencia harmonie en instrumentatie bij Eduardo Panach en Emilio Diaz en compositie bij Manuel Palau Boix.
Op 19-jarige leeftijd werd hij dirigent van de Banda Sinfónica del Centro Instructivo Musical "La Armónica" «El Litro» de Buñol en stuurde het orkest direct naar het Certamen de Música de Valencia. In 1935 won hij de 1e prijs op dit groot festival. Sinds 1936 was hij ook dirigent van de Militaire kapel van de 46e Brigade. In 1939 werd hij dirigent van de Banda Municipal de Villena, Alicante en bleef in deze functie ruim 40 jaren. Ook met dit orkest ging hij regelmatig naar verschillende concoursen en won prijzen in Albacete, Alicante en andere steden.
Hij componeerde meer dan 60 paso-dobles en won met "Algo muy diferente" in 1987 de 1e prijs in "Fogueres de Saint Joan", Alicante.

## Composities

### Werken voor banda (harmonieorkest)
- 1994 Francisco Bravo, paso-doble
- 150 años Moros Viejos, paso-doble
- Algo muy diferente, paso-doble
- A mi Buñol, paso-doble
- Bien por los Nazaries, paso-doble
- Centenario de «El Litro», paso-doble
- Cincuentenario, paso-doble
- Cristianos de Villena, paso-doble (samen met: Ramiro Ruiz)
- Desfile de Héroes, marcha militar
- Fiestas en Levante, paso-doble
- La Comision, paso-doble
- La Morenica, paso-doble
- Los Nazaries de Villena, marcha mora
- Marinos Corsarios, paso-doble
- Moros Nuevos, marcha mora
- Panchana y sus Maseros, paso-doble
- Pasan los Ballesteros, paso-doble

- Biblioteca Nacional de España: XX5425998
- Gemeinsame Normdatei: 1076578993
- Virtual International Authority File: 317278450
- WorldCat: E39PBJqqmjdHGMwxgQBvT9HBfq